# Lance

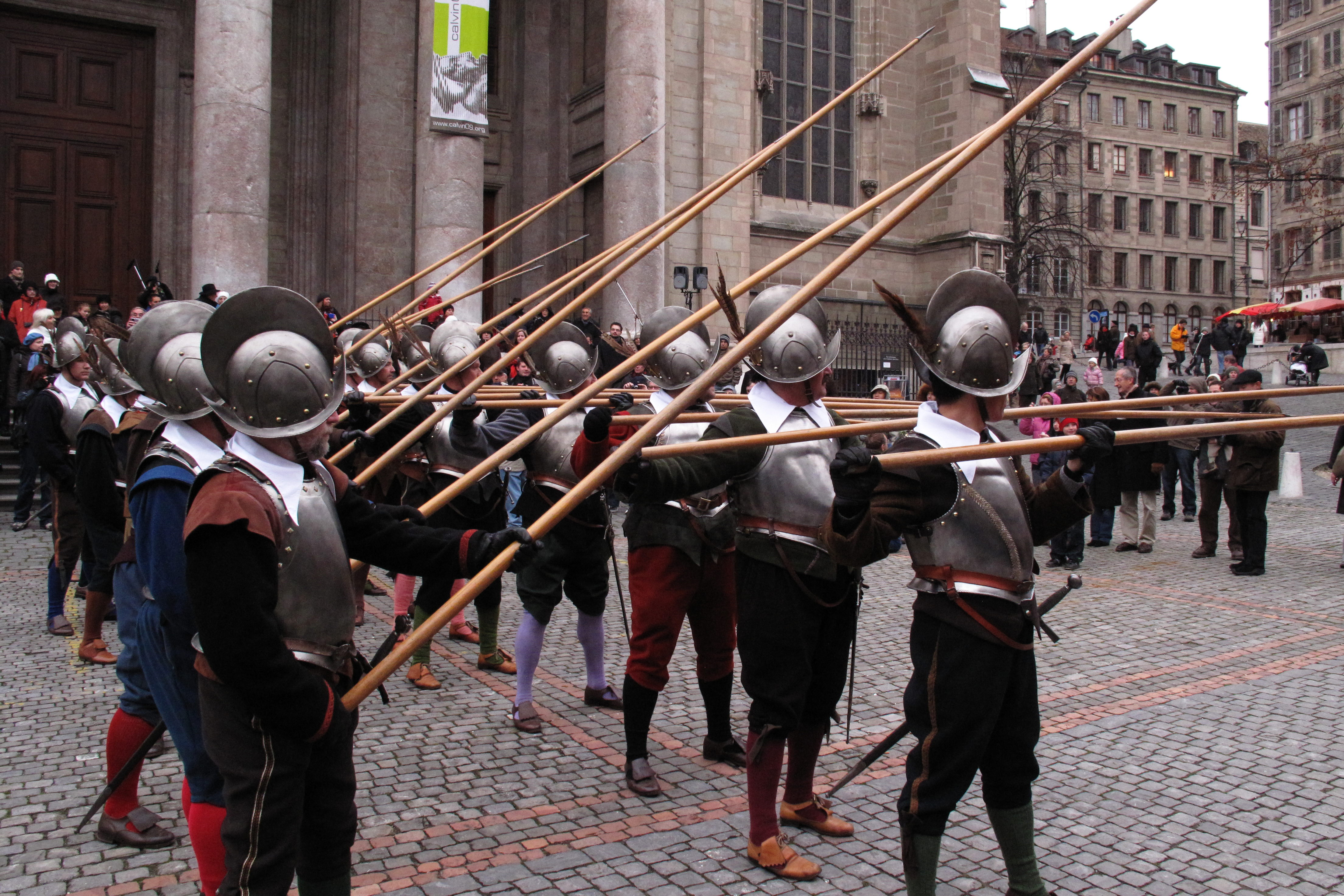

Lancea este o armă albă folosită de infanteriști și cavaleriști în bătăliile din Antichitate sau Evul Mediu. Ea era o prăjină lungă de lemn căreia, la capătul său, i se lega o bucată de formă conică, ascuțită, de fier sau bronz, cu care dușmanii erau loviți de la distanță. Mărimea era cam de 2-3 metri, dar ajungea și la 5 metri (sarisele folosite de falanga lui Alexandru cel Mare). O lance nu este același lucru cu o suliță; sulița era folosită de infanteriști la aruncat, pe când lancea era ținută numai în mână. 
Înainte, în epoca străveche, lancea era doar o ramură de copac la care se lega la un capăt cu sfoară o piatră de formă mai ascuțită. Era întrebuințată la vânătoare și la război.

## În zilele noastre
Astăzi, lancea nu mai este prezentă ca armă albă. Ea este folosită la decorare. Unele persoane au lănci autentice din vremuri apuse, cu care se pot mândri.

## Tipuri de lănci
Lăncile nu aveau numai vârfuri conice. În decursul anilor, au apărut unele lănci al căror vârf avea și alte forme, ca:
- Tip frunză;
- Vârfuri ascuțite și subțiri;
- Vârf cu dinți;
- Diverse forme mai mult ornamentale.

Lungimea vârfului putea varia și ea. De la 20 cm, putea ajunge chiar și până la 40 cm.